# Otto Apelt
Otto Apelt (* 29. Dezember 1845 in Jena; † 5. Dezember 1932 in Dresden) war ein deutscher klassischer Philologe, Übersetzer und Gymnasiallehrer.

## Leben und Werk
Otto Apelt war der Sohn des Philosophen und Unternehmers Ernst Friedrich Apelt (1812–1859) und seiner Ehefrau Emilie Apelt, geborene von Otto. Der Sohn war seit 1873 mit Cornelia Rassow verheiratet, der Tochter des Weimarer Gymnasialdirektors Hermann Rassow (1819–1907) und der Mathilde Rassow, geborene Weimar. Das Ehepaar hatte drei Kinder: Else Apelt (1874–1946), Hermann Apelt (1876–1960) und Mathilde Apelt (* 14. Dezember 1880).
Apelt besuchte die Stoy’sche Anstalt in Jena und das Gymnasium in Weimar. Anschließend studierte er von 1865 bis 1869 Klassische Philologie und Philosophie an den Universitäten zu Jena, Leipzig und Berlin. In Jena wurde er zum Dr. phil. promoviert, in Berlin legte er das Oberlehrer-Examen ab. Nach dem Studium trat Apelt in den Schuldienst ein: Von 1869 bis 1898 als Oberlehrer und später Gymnasialprofessor am Weimarer Wilhelm-Ernst-Gymnasium, von 1898 bis 1904 als Direktor des Eisenacher Gymnasiums, seit Ostern 1904 als Direktor des Gymnasiums in Jena. Ostern 1909 trat er als Geheimer Hofrat in den Ruhestand und zog nach Dresden, wo er 1932 hochbetagt starb.
Schon seit seinem Studium war die griechische Philosophie der Arbeitsschwerpunkt Apelts. Er verfasste noch während seiner Dienstzeit mehrere Abhandlungen über die platonische und aristotelische Philosophie. Im Ruhestand widmete er sich dann seinem Lebenswerk, der Übersetzung und Kommentierung sämtlicher Schriften des Platon. Seine Übersetzung erschien von 1916 bis 1937 im Leipziger Felix Meiner Verlag in der Reihe Philosophische Bibliothek, in mehreren Bänden mit teilweise drei Auflagen und war trotz der eher ablehnenden Haltung der Fachwelt weit verbreitet. Das Werk wurde zuletzt 2004 in sechs Bänden nachgedruckt. Außer Platon übersetzte Apelt noch die Werke von Diogenes Laertios (Leben und Meinungen berühmter Philosophen, zwei Bände, Leipzig 1921), die 1. Deklamation des Libanios (Libanius: Apologie des Sokrates, Leipzig 1922), die philosophischen Schriften des Seneca (vier Bände, Leipzig 1923–1924), ausgewählte Elegien des Properz (München 1925) und ausgewählte Moralia des Plutarch (Leipzig 1926–1927).